# Disney Media and Entertainment Distribution
Disney Media and Entertainment Distribution — подразделение The Walt Disney Company, включающее в себя потоковые сервисы, продажу рекламы, линейные и синдицированные телевизионные сети, а также дистрибьюцию контента. Ориентирован на стратегическую монетизацию трёх контент-групп Disney: Walt Disney Studios, Walt Disney Television и ESPN & Sports.

## Активы

### Стриминг
- Disney Streaming Services
  - Disney+
    - Star (Disney+)

  - Disney+ Hotstar[3]
  - ESPN+
  - Hulu
  - Star+

### Продажа рекламы
- Disney Advertising Sales
  - Disney Creative Works

### Цифровые продукты
- Disney Digital Network
- FiveThirtyEight
- Movies Anywhere

### Телевизионные сети
- ABC Owned Television Stations
- Disney XD (менеджмент)

### Дистрибуция
- Disney Platform Distribution
  - Walt Disney Studios Motion Pictures
    - Home Entertainment
    - El Capitan Theatre

  - Domestic Television Distribution
  - International Television Distribution
  - Disney Music Group — music recording and publishing